# Hélder Cabral
Hélder José Vaz Cabral er en portugisisk fodboldspiller, der spiller for den græske fodboldklub APOEL.

## Profil
Hélder Cabral indledte den professionelle karriere i den portugisiske traditionsklub Vitória Sport Clube, der spiller i den portugisiske BWIN Liga. Her spillede han i to perioder i årene mellem 2002 og 2006 uden at opnå et egentligt gennembrud. 
I 2007 skiftede Cabral til Estrela da Amadora, der også spiller i den bedste portugisiske række. Her opnåede han førstevalg på venstre backen i 07/08 sæsonen, men ikke desto mindre valgte Cabral i sommeren 2008 at søge nye udfordringer og skrev derfor under på en tre-årig kontrakt med Vejle Boldklub fra Danmark.
Tiden i Vejle Boldklub blev ikke en succes for Cabral og i 2009 skiftede han tilbage til portugisisk fodbold, hvor han spiller for Academica i den bedste række.